# Jacky Rosen
Jacklyn Sheryl Rosen (született: Spektor; 1957. augusztus 2. –) amerikai politikus, az Egyesült Államok szenátora Nevadából, 2019 óta. A Demokrata Párt tagja, 2017 és 2019 között tagja volt az Amerikai Egyesült Államok Képviselőházának Nevada 3. választókerületéből.
A 2018-as választáson jutott be először a Szenátusba, mikor legyőzte a republikánus Dean Hellert.

## Választási eredmények
| Párt     | Jelölt           | Szavazatok | %      |
| -------- | ---------------- | ---------- | ------ |
|          | Jacky Rosen      | 14,219     | 62.2%  |
|          | Jesse Sbaih      | 2,928      | 12.8%  |
|          | Barry Michaels   | 2,218      | 9.7%   |
|          | Steven Schiffman | 1,237      | 5.4%   |
|          | Alex Singer      | 1,207      | 5.3%   |
|          | Neil Waite       | 1,055      | 4.6%   |
| Összesen | Összesen         | 22,863     | 100.0% |

| Párt     | Jelölt           | Szavazatok | %      |
| -------- | ---------------- | ---------- | ------ |
|          | Jacky Rosen      | 146,869    | 47.2%  |
|          | Danny Tarkanian  | 142,926    | 46.0%  |
| FÜG      | Warren Markowitz | 11,602     | 3.7 %  |
| FÜG      | David Goossen    | 9,566      | 3.1%   |
| Összesen | Összesen         | 310,963    | 100.0% |

| Párt                         | Jelölt                       | Szavazatok | %      |
| ---------------------------- | ---------------------------- | ---------- | ------ |
|                              | Jacky Rosen                  | 110,530    | 77.1%  |
|                              | David Knight                 | 6,340      | 4.4%   |
|                              | Allen Rheinhart              | 4,774      | 3.3%   |
|                              | Jesse Sbaih                  | 4,538      | 3.2%   |
|                              | Bobby Mahendra               | 3,833      | 2.7%   |
|                              | Danny Burleigh               | 3,244      | 2.3%   |
| Ezen jelöltek közül egyik se | Ezen jelöltek közül egyik se | 10,070     | 7.0%   |
| Összesen                     | Összesen                     | 143,329    | 100.0% |

| Párt                         | Jelölt                       | Szavazatok | %      |
| ---------------------------- | ---------------------------- | ---------- | ------ |
|                              | Jacky Rosen                  | 490,071    | 50.4%  |
|                              | Dean Heller (hivatalban)     | 441,202    | 45.4%  |
| FÜG                          | Barry Michaels               | 9,269      | 1.0%   |
|                              | Tim Hagan                    | 9,196      | 0.9%   |
| FÜG                          | Kamau Bakari                 | 7,091      | 0.7%   |
| Ezen jelöltek közül egyik se | Ezen jelöltek közül egyik se | 15,303     | 1.6%   |
| Összese                      | Összese                      | 972,132    | 100.0% |